# Хиллиард-ансамбль
Хиллиард-ансамбль (Хи́льярд-ансамбль, англ. Hilliard Ensemble) — британский мужской вокальный ансамбль, посвятивший своё творчество старинной музыке (то есть музыке европейского Средневековья, Возрождения и барокко).

## История
Ансамбль создали в 1974 году английские певцы Пол Хильер (баритон), Эррол Гёрдлстоун (Girdlestone), Пол Эллиотт (Elliott) и Дэйвид Джеймс. Состав квартета неоднократно менялся.
Коллектив был назван в честь английского художника-миниатюриста Николаса Хиллиарда. В декабре 2014 года ансамбль прекратил существование.

## Репертуар
Ансамбль исполнял произведения и современных композиторов: Джона Кейджа, Арво Пярта, Гии Канчели, Хайнца Холлигера, Вельо Тормиса, Эркки-Свен Тююра, Гэвина Брайерса, Елены Фирсовой, Тиграна Мансуряна и др.
В 1993 году ансамбль записал диск григорианских хоралов Officium с Яном Гарбареком, который имел необыкновенный успех в разных странах мира (в 1999 появился его сиквел Mnemosyne).